# Departamento Administrativo de la Presidencia de la República
El Departamento Administrativo de la Presidencia de la República (DAPRE) creado mediante la Ley 3.ª de 1898, es la entidad del sector central de la administración pública nacional, perteneciente a la Rama Ejecutiva del poder público en el orden nacional  y su función principal es servir de apoyo a la labor del Presidente de la República en su calidad de jefe de Estado, jefe de Gobierno, y Suprema Autoridad Administrativa. 
El DAPRE lidera el sector administrativo de la presidencia de la república, que es integrado en el actualidad por tres unidades administrativas especiales con personería jurídica y una agencia estatal.

### Entidades adscritas
Conforme al decreto 2647 de 2022, las entidades adscritas al DAPRE son:
- Unidad Nacional para la Gestión del Riesgo de Desastres (UNGRD)
- Agencia para la Reincorporación y la Normalización (ARN)
- Agencia para la Renovación del Territorio (ART)
- Agencia Presidencial de Cooperación Internacional de Colombia - APC COLOMBIA
- Agencia Nacional Inmobiliaria Virgilio Barco Vargas

## Director general
El director general del Departamento Administrativo de la Presidencia de la República es uno de los directores administrativos de mayor importancia en el Gobierno Nacional y jefe del Departamento Administrativo de la Presidencia de la República es el encargado de asistir al presidente de la República. El director general debe apoyar al presidente a la sus poderes constitucionales y legales, así como ser el apoyo de este a nivel administrativo, lo que le permite al titular crear o realizar modificaciones en dependencias en unidades administrativas especiales que se consideren adecuadas para el cumplimiento de las atribuciones constitucionalmente asignadas al presidente.
A continuación algunos de los directores generales más recientes.
| Director general      | Presidente    | Inicio                | Final                 |
| --------------------- | ------------- | --------------------- | --------------------- |
| María Paula Correa    | Iván Duque    | 7 de agosto de 2018   | 31 de octubre de 2019 |
| Diego Molano          | Iván Duque    | 31 de octubre de 2019 | 2 de febrero de 2021  |
| Víctor Manuel Múñoz   | Iván Duque    | 2 de febrero de 2021  | 7 de agosto de 2022   |
| Mauricio Lizcano      | Gustavo Petro | 7 de agosto de 2022   | 1 de mayo de 2023     |
| Carlos Ramón González | Gustavo Petro | 26 de abril de 2023   | 23 de febrero de 2024 |
| Laura Sarabia         | Gustavo Petro | 23 de febrero de 2024 | 20 de enero de 2025   |
| Jorge Rojas           | Gustavo Petro | 29 de enero de 2025   | 5 de febrero de 2025  |
| Angie Rodríguez       | Gustavo Petro | 6 de febrero de 2025  | Presente              |